# Русинов, Константин
 Константин Русинов  (болг. Константин Русинов; род. 6 апреля 1937) — болгарский партийный и государственный деятель. Кандидат в члены Центрального комитета Болгарской коммунистической партии (1981—1990). Выпускник Московского энергетического института (1962).

## Биография
Константин Русинов родился в болгарском городе Пазарджик 6 апреля 1941 года. Высшее образование получил в Московском энергетическом институте (МЭИ).
В 1962 году, после окончания в г. Москве энергетического института (ныне Национальный исследовательский университет «МЭИ») работал старшим инженером в Министерстве энергетики и топлива Народной республики Болгария (НРБ), потом занимал должность начальника цеха на ТЭЦ «Марица Изток 1». В 1972 году вступил в ряды Болгарской коммунистической партии (БПК). В свое время был начальником отдела Министерства тяжелой промышленности, заместителем генерального директора ДСО «Энергия».
С 1976 по 1982 год был Генеральным директором Маринтской горно-обогатительной фабрики в городе Раднево, расположенном на юге Болгарии. В 1982 году вошёл в состав Европейской экономической комиссии ООН в Женеве. Заместитель министра энергетики, с 1986 года является первым секретарем областного комитета Болгарской коммунистической партии в болгарском городе Пазарджик. В период с 1981 по 1990 год был кандидатом в члены Центрального комитета Болгарской коммунистической партии (ЦК БКП).
Принимал участие в парламентский выборах в Болгарии. Был избран в состав IX собрания народных представителей (1986—1990).